# عائشة جول ديفيجي أوغلو
عائشة جول ديفيجي أوغلو (ولدت في عام 1956) كاتبة تركية.
تعلمت عائشة جول ديفيجي أوغلو في جامعة الشرق الأوسط الفنية، ولكنها إنصرفت عن إستكمال تعليمها. وخلال سنوات دراستها الجامعية إنضمت إلى مسار الحركة الثورية. وفي عام 1976 تزوجت عائشة جول ببهجت دينلرر، وأنجبت منه طفلين باسم علي وفؤاد. وبعد عام 1986 علمت عائشة جول في الجرائد والمجلات والتلفزيون.و نشرت أيضاً مقالات وأطروحات في عدة مجلات مختلفة. وفي عام 2004 نشرت أول رواية لها بعنوان «محاكاة لغة الطيور». وفي عام 2007 نشرت ثاني رواية لها وحازت عليها على منحة رواية أورهان كمال وكانت هذه الرواية بعنوان «الجبل الباكي والنهر الصامت». وتعيش فاطمة جول في مدينة إسطنبول.

## أعمالها

### رواياتها
•	محاكاة لغة الطيور
•	الجبل الباكي و النهر الصامت